# Teahna Daniels
Pour les articles homonymes, voir Daniels.
Teahna Daniels (née le 25 mars 1997 à Orlando) est une athlète américaine, spécialiste des épreuves de sprint. En juillet 2019, elle devient championne des États-Unis du 100 mètres.

## Parcours sportif
En 2014, elle acquiert un premier titre international avec le relais du 4 × 100 m américain lors des  championnats du monde juniors. En 2015, elle remporte deux médailles aux championnats panaméricains juniors, le bronze sur 100 m et l'or sur 4 × 100 m. Mais ensuite pendant trois ans, de 2016 à 2018, elle ne s’impose dans aucune compétition notoire. Elle réalise 11 s 06 en 2017.
En 2019, elle fait un retour inattendu au premier plan : le 24 mai à Sacramento, elle descend pour la première fois de sa carrière sous les onze secondes (10 s 99) sur 100 m. En début juillet, à Querétaro au Mexique, elle remporte en 11 s 03 le 100 m des Championnats d'athlétisme des moins de 23 ans d'Amérique du Nord, d'Amérique centrale et des Caraïbes.
Quatre semaines plus tard, le 26 juillet 2019, à 22 ans, alors qu'elle vient de passer professionnelle, elle remporte le 100 m des championnats des États-Unis à Des Moines. On attendait Sha'Carri Richardson, la nouvelle pépite du sprint américain, mais c’est Teahna qui s'impose en 11 s 20 devant English Gardner et Morolake Akinosun. Toutes trois sont par là même qualifiés pour les Championnats du monde de Doha.
Le 29 septembre 2019, elle est la seule américaine en finale de ces championnats mais elle y fait piètre figure : avec un temps de 11 s 19, elle termine à la septième et dernière place. Elle est devancée par trois Jamaïcaines – Fraser-Pryce (1re en 10 s 71), Thompson (4e), Smith (6e) –, deux Ivoiriennes – Ta Lou (3e), Ahouré (5e) – et une Britannique, Asher-Smith (2e),.

## Palmarès

### International
| Date | Compétition                        | Lieu      | Résultat | Épreuve   | Temps   |
| ---- | ---------------------------------- | --------- | -------- | --------- | ------- |
| 2014 | Championnats du monde juniors      | Eugene    | 1re      | 4 × 100 m | 43 s 46 |
| 2015 | Championnats panaméricains juniors | Edmonton  | 3e       | 100 m     | 11 s 54 |
| 2015 | Championnats panaméricains juniors | Edmonton  | 1re      | 4 × 100 m | 43 s 79 |
| 2019 | Championnats NACAC espoirs         | Querétaro | 1re      | 100 m     | 11 s 03 |
| 2019 | Championnats du monde              | Doha      | 7e       | 100 m     | 11 s 19 |
| 2019 | Championnats du monde              | Doha      | 3e       | 4 x 100 m | 42 s 10 |
| 2021 | Jeux olympiques                    | Tokyo     | 7e       | 100 m     | 11 s 02 |
| 2021 | Jeux olympiques                    | Tokyo     | 2e       | 4 × 100 m | 41 s 45 |
| 2022 | Championnats NACAC                 | Freeport  | 1re      | 4 × 100 m | 42 s 35 |

### National
- Championnats des États-Unis d'athlétisme :
  - Plein air : vainqueur du 100 m en 2019

## Records
| Épreuve | Temps   | Lieu       | Date         |
| ------- | ------- | ---------- | ------------ |
| 100 m   | 10 s 83 | Eugene     | 21 août 2021 |
| 200 m   | 22 s 51 | Sacramento | 25 mai 2019  |